# Théâtre de Trindade
Le Teatro da Trindade est un bâtiment de théâtre situé dans le centre de Lisbonne, dans le quartier du Chiado. Il a été construit en 1867 à l'initiative de l'écrivain et dramaturge Francisco Palha et inauguré le 30 novembre 1867. Il est l'un des plus anciens théâtres de Lisbonne toujours en activité et est un monument classé.

## Liens
- Site officiel